# Läuferfrequenz
Die Läuferfrequenz ist die elektromagnetische Schwingung im Läufer einer Drehstrom-Asynchronmaschine, die aufgrund der Gegeninduktion im Läufer erzeugt wird. Sie nimmt mit zunehmender Drehzahl linear bis zur maximalen Drehzahl des Rotors ab. Dadurch bedingt sind die Läuferfrequenz und die Stator-Frequenz des Motors im Betrieb unterschiedlich hoch.

## Entstehung und Verhalten
Werden die Statorspulen eines Asynchronmotors mit einem symmetrischen Drehstrom gespeist, dann nehmen die drei Stränge einen Strom auf, der in den drei Strängen jeweils eine zeitlich und räumlich phasenverschobene Durchflutung aufbaut. Dadurch bedingt laufen im Luftspalt zwischen Stator und Rotor Drehwellen um, welche in die Rotorwicklung induzieren. Dadurch entsteht im Läufer eine Spannung, die als Läuferquellenspannung bezeichnet wird. Bei stillstehendem Läufer hat diese Spannung ihre maximale Frequenz, die der jeweiligen Speisefrequenz entspricht. Bei direkten Betrieb am öffentlichen Stromnetz ohne Frequenzumrichter entspricht dies der Netzfrequenz. Gemäß der lenzschen Regel läuft der Motor in Drehfeldrichtung an. Beim Hochlaufen des Motors nimmt die Läuferfrequenz kontinuierlich ab. Bei Erreichen des idealen Leerlaufs des Motors würde der Wert der Läuferfrequenz bei 0 Hz liegen. Allerdings wird dieser Punkt bei Asynchronmaschinen aufgrund der zu überwindenden Reibungsverluste nicht ganz erreicht. Mit der Veränderung der Läuferfrequenz und in Abhängigkeit von der Läuferleitergeometrie verändert sich auch, bedingt durch Wirbelströme, die Streuimpedanz und der Wirkwiderstand des Läufers und somit der gesamte Läuferwiderstand.